# Ängsö distrikt
Ängsö distrikt är ett distrikt i Västerås kommun och Västmanlands län. 
Distriktet ligger sydost om Västerås, vid Mälaren. 

## Tidigare administrativ tillhörighet
Distriktet inrättades 2016 och utgörs av en del av området Västerås stad omfattade till 1971, delen som före 1967 utgjorde Ängsö socken.
Området motsvarar den omfattning Ängsö församling hade vid årsskiftet 1999/2000.